# Chiasmopes hystrix
Chiasmopes hystrix là một loài nhện trong họ Pisauridae.
Loài này thuộc chi Chiasmopes. Chiasmopes hystrix được Lucien Berland miêu tả năm 1922.